# Regina (slang)
Regina is een geslacht van slangen uit de familie toornslangachtigen en de onderfamilie waterslangen (Natricinae).

## Naam en indeling
De wetenschappelijke naam van de groep werd voor het eerst voorgesteld door Spencer Fullerton Baird en Charles Frédéric Girard in 1853. Er zijn twee soorten, veel soorten die eerder tot het geslacht werden gerekend, zijn aan andere groepen toegekend zoals Erythrolamprus en Liodytes.

### Soorten
Het geslacht omvat de volgende soorten, met de auteur en het verspreidingsgebied.
| Naam                 | Auteur               | Verspreidingsgebied |
| -------------------- | -------------------- | --- |
| Regina grahamii      | Baird & Girard, 1853 | Verenigde Staten (Texas, Mississippi, Louisiana, Oklahoma, Kansas, Nebraska, Iowa, Missouri, Arkansas, Illinois, Alabama) |
| Regina septemvittata | Say, 1825            | Canada (Ontario), Verenigde Staten (Arkansas, Wisconsin, Illinois, Michigan, Indiana, Ohio, New York, Pennsylvania, Maryland, Delaware, West Virginia, Virginia, Kentucky, Tennessee, North Carolina, South Carolina, Georgia, Alabama, Mississippi, Missouri, Florida) |

## Uiterlijke kenmerken
De slangen blijven klein en bereiken een lichaamslengte van ongeveer 40 tot 70 centimeter, uitschieters kunnen tot 120 cm lang worden. De kop is relatief klein in vergelijking met andere op het water gespecialiseerde soorten. Het lichaam is langwerpig en dun, op het midden van het lichaam zijn negentien rijen schubben in de lengte gelegen. De lichaamskleur is donker, vaak met lichtere strepen aan de flanken.

## Levenswijze
Bij verstoring wordt het lichaam afgeplat en de slangen kunnen een smerig ruikende, muskus-achtige vloeistof afscheiden uit de anus. Ze zullen bij bedreiging ook proberen te bijten maar hebben niet zo'n pijnlijke beet als bekend is van andere waterslangen zoals de soorten uit het geslacht Nerodia.
De verschillende soorten worden in de Engelse taal wel 'crayfish-snakes' (rivierkreeftslangen) genoemd vanwege hun voedselspecialisatie op rivierkreeften. Daarnaast worden ook wel amfibieën en vissen buitgemaakt.

## Verspreiding en habitat
De soorten komen voor in delen van Noord-Amerika en leven in de landen Canada (in de staat Ontario), en de Verenigde Staten (in de staten Arkansas, Wisconsin, Illinois, Michigan, Indiana, Ohio, New York, Pennsylvania, Maryland, Delaware, West Virginia, Virginia, Kentucky, Tennessee, North Carolina, South Carolina, Georgia, Alabama, Mississippi, Missouri, Florida, Texas, Oklahoma, Kansas, Nebraska en Iowa).
De habitat bestaat uit vele verschillende typen draslanden en ook in door de mens aangepaste streken zoals grote wateropslagplaatsen kunnen de dieren worden aangetroffen.

## Beschermingsstatus
Door de internationale natuurbeschermingsorganisatie IUCN is aan beide soorten een beschermingsstatus toegewezen. De slangen worden beschouwd als 'veilig' (Least Concern of LC).